# Ildefonso Antonio Bermejo
Ildefonso Antonio Bermejo Barrientos (Cádiz, 1820-Madrid, 17 de diciembre de 1892) fue un periodista, historiador y dramaturgo español. Entre 1855 y 1863 residió en Paraguay, donde dirigió el periódico El Eco del Paraguay, uno de los primeros del país.

## Biografía
Nacido en Cádiz en 1820, entre 1855 y 1863 residió en el Paraguay, donde el Gobierno de Carlos Antonio López le encomendó diversas tareas, entre las que destacaron la fundación y dirección de la Escuela Normal (convertida luego en el Aula de Filosofía), la fundación del periódico Eco del Paraguay, la creación del Teatro Nacional y la fundación del periódico artístico-literario La Aurora.
A su regreso a España publicó el libro Episodios de la vida privada, política y social de la República del Paraguay, en el que relata su experiencia en aquellos años. También escribió obras como Reseña histórica de la caza, La capa del rey García, Estafeta de Palacio, El hijo prestado, La revolución en España, Historia del reinado de Isabel II o Espartero. Colaborador de publicaciones periódicas como Flor de la Infancia, La Primera Edad, La Ilustración Católica, Blanco y Negro y La Ilustración Española y Americana, falleció en Madrid el 17 de diciembre de 1892.